# Sophie Bawr
Alexandrine-Sophie Goury de Champgrand, divorciada de Saint-Simon, vídua de Bawr (París, 8 d'octubre, 1773 - Idem. 31 de desembre, 1860), va ser una compositora, dramaturga i novel·lista francesa.

## Biografia
Virginie Ancelot va escriure sobre Sophie de Bawr: 
| « | "Si es pogués dir tot, la seva vida agitada seria una novel·la més interessant que les novel·les que va escriure (...)" | » |

La joventut de Sophie va estar marcada per tres "catàstrofes amoroses". Però el secret de com va passar això exactament se'l va emportar a la seva tomba. Molt poques representacions de la seva vida separen adequadament fets i mites.

### Filla d'un operador d'un club de jocs
Sophie va néixer fora del matrimoni. El seu pare, Charles-Jean Goury de Champgrand (1732–1799), va ser un oficial de dragons i ajudant de diversos comandants militars a la Guerra dels Set Anys i va ser nomenat cavaller de l'Orde de Sant Lluís l'any que va néixer. Tanmateix, sembla haver usurpat el títol de marquès. La pensió de 40.000 lliures que es diu que tenia a la seva disposició va ser adquirida per especulació. Després del seu nomenament com a tinent coronel el 1779, sembla que ja no va fer el servei militar. Ja ho havia interromput abans i va publicar llibres sobre la caça. A la dècada de 1780 va ser un dels comerciants de pintura més actius. El 1783 va acompanyar Felip Igualtat, el futur duc d'Orleans a Anglaterra.
La mare de Sophie, Madeleine-Virginie Vian, que es diu que va ser cantant, malgrat no existir als arxius de l'Òpera de París. Es diu que dos anys després del naixement de Sophie va marxar a Rússia i allà es va casar amb un noble. Encara més famosa va ser la padrina de Sophie, l'enginyosa cantant d'òpera i llibertina Sophie Arnould (1744–1802), a qui Sophie més tard va introduir de contraban en una de les seves novel·les històriques sense tenir en compte la cronologia. Un biògraf de Sophie Arnould escriu: "Demoiselle V., una amiga de Sophie, havia donat a llum i va demanar a aquesta que fos la padrina del nen (...)" Segons la mateixa font, el padrí era un dels fills il·legítims de Sophie Arnould. Si Sophie hagués estat realment una filla il·legítima de Sophie Arnould, com sospitava Olivier Blanc, els tabloides ho haurien descobert. A més, una de les filles de Sophie Arnould tenia el nom de pila Alexandrine-Sophie. Es diu que una filla gran de Champgrand anomenada Henriette era encara més bella que Sophie. Segons sembla, va morir de tuberculosi als 16 anys. Però també hi ha una declaració de Sophie que Henriette li va donar suport (que estava embarassada en aquell moment) el 1794. Abans de la Revolució, a vegades es permetia a les germanes participar en les festes celebrades per als fills del duc d'Orleans al castell de Monceaux.
El 1785, es diu que el pare de Sophie va especular amb accions de la Companyia Francesa de les Índies Orientals. Al mateix temps, es va traslladar a dos apartaments, un sobre l'altre, a l'ala d'arcades del "Palais-Royal", que el duc d'Orleans havia construït. A sota hi ha el Café Corrazza, que es va obrir el 1787. Champgrand, que vivia al segon pis, regentava la sala de jocs del Club des Arcades del primer pis. Sophie Arnould sembla haver participat. En aquell moment, dirigir aquest establiment no era cap deshonra. A més, sembla que tot anava bé al Club des Arcades. Però també es diu que els locals l'anomenaven Club du Pince-Cul (club de prostíbuls). 1785–1788 Es diu que el pare de Sophie era soci d'un suposat fill del canceller austríac Kaunitz Wenzel Anton, i el comte Berchtold Proli. El 1786 va fer la meitat i meitat amb això quan va comprar quadres per 170.000 lliures. En aquell moment, Proli vivia en una habitació de l'apartament de Champgrand. Es diu que el propietari de la plantació Louis-Marie-Joseph Aucane de Martinica va proporcionar capital al seu club el 1787.
L'amic de Proli, Busscher de l'Épinoy, venia sovint a Champgrand per escoltar els seus fills tocar música. Élise Gagne li atribueix a Sophie una extraordinària habilitat per memoritzar música i imitar actors. Va rebre classes de composició d'André Grétry i classes de cant de Pierre Jean Garat. Però es diu que va perdre la seva bella veu des del principi. Almenys en tenia prou que al voltant de 1810 va poder actuar amb èxit com a soubrette a la casa de la pintora Élisabeth Vigée-Lebrun. I als 86 anys, encara cantava un romanç d'Alfred de Musset al piano. Es desconeix si Sophie es va educar en una escola conventual o en un internat i quina instrucció va rebre en humanitats i ciències naturals.

El 1789 Champgrand va participar en la revolució. Ara es diu que Aucane va adquirir la participació majoritària del Club des Arcades, que va ser la sala de jocs més visitada del Palais-Royal el 1790. El palau, rebatejat com a "Maison-Égalité" l'any 1792, es va convertir en la seu de la "Colla Negra", que va comprar les propietats del clergat i dels emigrats que havien estat declarades béns nacionals. El mateix pare de Sophie va adquirir una finca nacional a Saint-Mandé. G. Lenotre afirmava: 
| « | "Champgrand era un d'aquells estranys, frívols, escèptics, amants de la diversió, en definitiva força equivocats, per als quals la revolució només era un enrenou festiu i temporal". | » |

Artistes com Grétry, però especialment. polítics, freqüentava el seu saló des de l'entorn del duc d'Orleans (aleshores Philippe Égalité), entre els agents més importants del qual es diu que hi havia el pare de Sophie. Richard Khaitzine escriu: 
| « | «Goury de Champgrand, juntament amb la seva filla (...), es va situar al centre de la història política de la revolució, acollint tots els que es van reunir sota la bandera dels Montagnards». | » |

### Matrimoni secret amb un príncep
Com a antic soci de Proli, que va ser acusat d'actuar com a agent d'Àustria, Champgrand era sospitat de ser el seu còmplice. Per això va ser empresonat el 1793, però va ser alliberat de nou. Durant un escorcoll de casa, l'antic príncep Jules-Armand-Camille Guethenoc de Rohan-Rochefort (1770–1794) va ser trobat a l'habitació de Sophie. S'havia enrolat a l'exèrcit revolucionari però no va entrar en servei. Va declarar que coneixia i era amic del "Ciutadà Champgrand". Gabriel Vauthier va descriure els informes que els dos s'havien casat en secret com a creïbles. Com a resultat, el pare de Sophie va ser arrestat de nou (per acollir un sospitós).
Sophie també va ser cortejada per Proli, que es diu que va canviar de domicili per gelosia de Rohan. Abans d'amagar-se, sembla haver visitat sovint els Champgrand. El seu antic criat va dir que probablement això havia passat "més per la filla que pel pare". Proli es tractava de casar-se. Champgrand, en canvi, va assegurar que ja poques vegades veia Proli. Tanmateix, feia poc que havia sopat una vegada amb el poeta Fabre d'Églantine i dues vegades amb la seva filla i la parella Grétry.
Mentre el seu pare i el seu marit estaven a la presó, Sophie va ser custodiada a casa per un invàlid. Grétry, que volia portar obres de nou als escenaris, no es va atrevir a gravar-les. D'altra banda, es diu que la vídua i les filles del miniaturista suec Peter Adolf Hall, que considerava Sophie com una "filla adoptiva", van compartir el pa amb ella. Sophie, per la seva banda, va cuidar el seu pare a la presó. El 1794 Proli va ser arrestat i va morir sota la guillotina. Després de trobar una cartera amb contingut desconegut a la cel·la de Rohan, també va ser executat com a "agent estranger". Champgrand, en canvi, va sobreviure al regnat de Robespierre, potser perquè va negar ser noble i perquè Sophie va afirmar en una petició que havia participat en l'assalt de la Bastilla.
Com a resultat, es diu que Sophie va donar a llum un fill, però no va ser reconeguda per la família de Rohan com la seva vídua. Segons els seus records, Grétry va passar l'estiu de 1796 amb ells a Saint-Mandé. Es diu que el nen només va viure fins al 1797. Existeix un retrat en miniatura d'ella abraçant l'urna del seu pare. Champgrand va continuar dirigint el Club des Arcades amb quatre socis. Segons el conseller Barras, probablement treballaven amb capital de l'Espanya borbònica. Es diu que les sales de joc van ser focus de la contrarevolució. Quan el seu pare va morir el 1799, Sophie va perdre la propietat nacional, que encara no havia estat pagada. Ara vivia amb els Grétry.

### Matrimoni de conveniència amb un socialista utòpic
Del 7 d'agost de 1801 al 24 de juny de 1802 Sophie es va casar amb el socialista utòpic Claude-Henri de Rouvroy, comte de Saint-Simon (1760–1825). El coronel i Cavaller de Ludwig va participar en la Guerra d'Independència dels Estats Units i va forjar projectes de construcció i campanya de canals a diversos països. Després de la revolució va renunciar al títol de comte. Com a associat de l'ambaixador prussià a Londres, va adquirir actius nacionals i els va vendre als agricultors, no sense fer-se ric. El seu zel revolucionari va arribar tan lluny que va voler convertir els sostres de plom de Notre-Dame en bales. Finalment, ell també va acabar en una presó revolucionària.
Jules Michelet descriu Saint-Simon com un bell home amb un gran nas "a la Don Quixot". Va viure en la cínica llibertat d'un noble sans-culotte: “(…) fins i tot els negocis i les dones eren clarament material per a estudis i experiments audaços per a ell.” El 1797 es va separar del seu soci de negocis i es va unir als teofilantrops. El 1798 es va quedar a Montmorency, on Grétry havia comprat l'antiga casa de Rousseau. En aquella època es va dedicar a estudiar ciències naturals. Suposadament, Champgrand li va confiar la seva filla al llit de mort.
Quan Saint-Simon es va traslladar a l'"École de médecine" després de tres anys a l'"École polytechnique", també va voler conèixer artistes i reunir-los amb estudiosos. Per tal de realitzar aquest “projecte filosòfic”, necessitava algú que assumís el paper de mestressa de casa (com es diu que abans havien fet les seves mestresses). Segons Nicolas-Gustave Hubbard, "Mademoiselle de Champgrand" era perfectament adequada per interpretar el paper esmentat, però ella estava lluny de discutir la seva idea de reforma social amb Saint-Simon. Sembla que primer va suggerir que ella es traslladés a viure amb ell com a mestressa de casa, en la qual cosa no hauria estat capaç de dirigir un saló respectat. Llavors es diu que va fer un pla per contraure un matrimoni limitat a tres anys i compensar Sophie en el divorci posterior. També sembla haver acceptat el fet que ella no dormia amb ell i estava més interessat en el seu brillant fill adoptiu Siméon-Denis Poisson (1781-1840), a qui es diu que fins i tot va demanar que fes embarassada. Sofia.

Léon Halévy escriu: 
| « | "Un elegant apartament (...) a la Rue Vivienne era el santuari destinat a aquest nou experiment, dos vespres a la setmana, persones de gran importància en les ciències, la literatura i les arts es reunien i tenien un nom". | » |

Es diu que Sophie va aportar músics i escriptors amb l'ajuda de Grétry i el dramaturg Pineux Duval, que van ser els seus testimonis, però cadascun d'ells va requerir l'aprovació de Saint-Simon. Un autor va afirmar que hi havia disbauxa en aquestes invitacions. Saint-Simon, en canvi, va dir a Halévy que Sophie "va fer els honors del seu saló amb molta gràcia i esperit". Tot li va costar 100.000 écus (300.000 francs).
La pau d'Amiens va permetre aleshores al filòsof viatjar a Anglaterra. Tanmateix, el motiu decisiu del seu divorci abans del previst sembla haver estat que la senyora de Staël va quedar vídua. Això va donar a l'home, ple d'un sentit messiànic de la missió, la idea de connectar amb la dona més intel·ligent d'Europa. Que realment va anar a Ginebra per proposar a l'escriptor és qüestionable. El primer divorci també es va atribuir al fet que Saint-Simon ja no tenia diners i estava decebut amb Sophie. D'altra banda, es diu que només va gastar la resta de la seva fortuna després i que va plorar durant el divorci i va continuar perseguint Sophie. Ella, per la seva banda, es diu que va pensar que el seu marit estava boig i va negar la pensió promesa. Segons Halévy, Saint-Simon rarament parlava de la seva exdona, "però sempre amb una expressió d'apreciació i respecte". Només ha sobreviscut la frase d'ell mateix: «(…) Vaig utilitzar el matrimoni com a mitjà per estudiar els erudits (...)».

### Tercer matrimoni amb un desenllaç tràgic
Després dels dos primers matrimonis, que Sophie recorda, va concloure un tercer el 1806 amb l'industrial Alexandre de Bawr (1778–1810), que era cinc anys més jove i havia estat educat a Suïssa. Era fill del tinent general rus Friedrich Wilhelm von Bauer i, segons els rumors, també el seu net. (Algunes versions alemanyes de les seves novel·les anomenen incorrectament Sophie "Generalin Bauer").
Després del casament, Bawr va perdre la seva fortuna, que li havia assegurat una pensió de 20.000 francs, i es va convertir en cap d'oficina de l'administració tributària de Napoleó. El 1810, un accident de trànsit va posar fi aviat a la història d'amor: Bawr, com a vianant, va caure sota un carruatge tirat per cavalls. La seva vídua va rebre 2.000 francs d'indemnització. Els creditors de Bawr li van donar 15.000 francs més. Ara no només havia de guanyar-se la vida de nou, sinó que també havia de tenir cura d'un nen anomenat Vernier, que havia estat adoptat per Bawr. Més tard va gaudir dels seus fills, especialment del pintor Paul Vernier, que va morir aviat. Va romandre madame de Bawr, però també es va permetre anomenar baronessa o comtessa.

Poc se sap sobre la vida posterior de Sophie. Prosper Blanchemain va escriure: "Escriurà novel·les, però no viurà per veure'n més". El 1813 va aconseguir una feina com a redactora a la "Gazette de France", per a la qual va escriure articles literaris. El 1814/15 va informar a l'emperador Alexandre I de Rússia sobre la vida cultural de París, però sembla que no va rebre més que un fermall de diamants a canvi. L'any 1818 Lluís XVIII li va concedir una pensió de 600 francs, que Charles augmentà a 2100 francs el 1825 i confirmat pel ministre de l'Interior Ledru-Rollin després de la Revolució de febrer. El 1836, Étienne-Jean Delécluze va escriure sobre Sophie:
| « | "(…) parla tan intel·ligent i senzillament com escriu. Normalment és raonablement alegre, encara que la seva vida sovint amarga, gairebé sempre estava excessivament ocupada." | » |

Élise Gagne informa que Sophie patia nerviosisme, canvis d'humor extrems i mala salut. La seva alegria era un petit jardí al costat del seu apartament.

## Obra
Quan Sophie va viure amb els Grétry, va escriure i va posar en música romanços que es diu que es van fer populars gràcies a la conferència de Garat. Alguns d'ells van ser signats per Saint-Simon o de Bawr i, per tant, només es van publicar després de 1801 o 1806.

### Comèdies i melodrames
Després del divorci, Sophie va voler escriure el llibret i la música per a una Òpera-Comique, però es va veure desanimada pels “passos especialment contraris a l'orgull i la vulnerabilitat de la dona” que una actuació al "Théâtre national" de l'Opéra-Comique, hauria requerit. Va escriure una comèdia titulada Argent et address ou Le petit mensonge (Diners i astúcia o La petita mentida), que va tenir èxit al "Théâtre Louvois". El jove Derval amb la seva pensió de 1000 Écus estima una noia, però se suposa que Hortence es casarà amb la Couprin, de 50 anys, que és encara més rica que ella. El final feliç és provocat per l'astut Saint-Firmin, que enganya Couprin fent-li creure que Derval li vol prestar 100.000 francs sense interessos. La casa esmentada també va representar la segona obra de Sophie, La Matinée du jour (El matí del dia), però aquesta vegada només hi va haver dues representacions. Le Rival obligeant (El rival complaent) es va tocar al Théâtre de l'Ambigu-Comique. Les dues comèdies més reeixides es van imprimir com a obres d'un Citoyen *** (ciutadà ***) i M (onsieur) *** respectivament. En els plans d'actuar es diu que s'han atribuït a un Monsieur François.
Per al Théâtre de l'Ambigu-Comique, Sophie també va escriure obres del melodrama del nou gènere artístic amb música auto composta (que no ha sobreviscut, però). Es tracta de Les Chevaliers du Lion (Els cavallers del lleó), Le Revenant de Bérézule (El Revenant de B.) i Léon ou Le Château de Montaldi (León o El castell de M.). El més reeixit va ser Les Chevaliers du Lion, que està ambientat a la Suàbia medieval i està inspirat en la literatura de terror. El comte Conrad fa enverinar el seu germà i desaparèixer el seu fill petit. Aleshores acusa la seva cunyada Clotilde del crim i crida a ajudar els Cavallers Lleó, que duen a terme una mena de justícia de venjança. Però és exposat i portat davant la justícia. El melodrama, alleugerit per escenes còmiques, va romandre al programa durant dos anys. A partir d'ara, Sophie va publicar les seves obres com M(ada)me ***.
Al Théâtre de l'Odéon es van representar les comèdies L'Argent du voyage ou L'Oncle inconnu (Els diners del viatge o L'oncle desconegut) i L'Oncle rival (L'oncle com a rival) L'impératrice et Reine, Le double stratagème (El doble joc) de nou al Théâtre de l'Ambigu-Comique. A L'Argent du voyage', un jove nord-americà a París cau en mala companyia i malgasta els diners del seu oncle als balls i a la taula de joc, un món que Sophie coneixia per la seva pròpia experiència. A Le double stratagème, un noi de 40 anys que vol casar-se amb una noia de 18 s'adona que la seva tia de 30 anys és millor per a ell, i resulta que la seva núvia també estima una altra persona. L'Opéra-comique Un Quart d'heure de dépit (Unes quinze hores de problemes) va ser acceptada pel Théâtre national de l'Opéra-Comique, però no es va representar. Després, Sophie va abandonar els seus esforços per establir-se com a compositora.
L'actor Talma li va aconsellar que escrivís comèdies per a la Comédie-Française. Allà va tenir un èxit immediat el 1813 amb La Suite d'un bal masqué (El judici o les conseqüències d'una mascarada). Això es deu al fet que la famosa Mademoiselle Mars va assumir el paper de la vídua Madame de Belmont, que és parella amb el seu oponent per la seva amiga Madame de Mareuil. El 1869, La Suite d'un bal masqué tenia 243 representacions. Julien-Louis Geoffroy va escriure que la peça era Marivaux sense els seus manierismes. Jules Janin ho va anomenar "una celebració de la ment i del cor". Segons Perry Gethner, Sophie va destruir les imatges tradicionals de les dones a l'obra de la coqueta estúpida i frívola (Madame de Mareuil) i la de la provincial rústica i sense experiència (Madame de Belmont)- i va obligar el públic a prendre més els problemes de les dones, seriosament.
Però l'èxit no es va repetir durant molt de temps: La Méprise (El malentès) va aconseguir un total de cinc representacions malgrat la participació de Mademoiselle Mars. Fins i tot, La Correspondance (L'intercanvi de cartes) va haver de ser retirat després de l'estrena, L'Ami de tout le monde (L'amic de tots) després de només dues funcions. El 1834, Mélesville i el seu germanastre Charles Duveyrier van adaptar la història de Sophie Michel Perrin en una comèdia de vodevil reeixida. La mateixa Sophie només va poder celebrar un altre triomf el 1835 amb Charlotte Brown (Baron Braunthal). El tema d'aquesta comèdia, que es va publicar per primera vegada amb el nom de M(ada)me de Bawr, és la superació de barreres de classe: un comte fa passar per comtessa la filla d'un sabater perquè el seu pare consentirà que els dos es casen. Quan Mademoiselle Mars va renunciar al paper principal, l'obra va patir cinc transformacions. Va ser reviscut a instigació de l'actor Monrose, a qui li encantava el seu paper de sabater Brown. L'última peça de Sophie, Le petit commissionnaire (El noi de l'encàrrec), va romandre sense interpretar, encara que no sense imprimir.

A les seves memòries, descriu les dificultats a les quals s'enfrontava una dona mentre treballava a l'escenari. Però també es queixa de la seva manca d'habilitat i coneixements: 
| « | "(…) Em vaig sentir massa bé que em faltaven l'energia per al disseny i l'execució; A més, no em va ser gens possible esquitxar aquelles paraules enginyoses en una obra que provoqués aplaudiments i conduís una peça fins al final. Només tenia una certa naturalitat en els meus febles invents i una certa veritat del diàleg, que sovint em salvaven del fracàs, però que eren lluny de ser suficients per esperar mai un èxit brillant." | » |

### Novel·les
Gabriel Vauthier va negar a les deu novel·les que Sophie va publicar a partir de 1817 qualsevol valor literari. Però van trobar el seu públic, com mostren les ressenyes, les noves edicions i les traduccions. Tot i que les quatre novel·les morals no estan relacionades entre si, les sis novel·les històriques, que van ser escrites sota la influència de Walter Scott i estan cadascuna dedicada a un segle des de la baixa edat mitjana fins a l'actualitat, formen un cicle.
La primera categoria inclou Auguste et Fréderic (Estat d'amor i serietat enamorada), que encara està signada Madame de B***. Auguste sacrifica la seva fortuna i amant al seu amic Frédéric, però es fa feliç amb la virtuosa Charlotte. La coqueta Amélie, en canvi, enganya en Frédéric i rep el càstig que es mereix. En paraules d'un crític: "(...) un tret de pistola (...) li travessa el bonic pit, que havia vestit descuidadament amb roba d'home per seguir a un dels seus amants (...)" com a resultat, Charlotte s'encarrega del que Amélie va deixar en Child, i els amics dividits es reconcilien.
La novel·la històrica Le Novice (El novici) explica la història de Robert, que se suposa que s'ha de convertir en monjo però entra a la guerra civil castellana sota Bertrand du Guesclin a causa del seu amor per Julienne, que es disfressa d'home. Després que el marit de Julienne sembla haver mort a la batalla, ella accepta casar-se amb Robert. Però reapareix l'home que es creia mort, “agafa la daga (...) i li perfora el pit a la seva dona. Robert treu l'espasa, s'abalanza sobre l'assassí i el colpeja als peus de la seva víctima.” Després va al monestir. Un crític alemany va trobar que la catàstrofe era una mica violenta, mentre que un revisor francès es va sorprendre pel fet que una dona viu com un home entre els homes i un home estima aquest suposat home.
Raoul, ou L'Énéide (R. i l'Eneida) té en comú amb La Peau de chagrin de Balzac perquè un talismà determina els esdeveniments, en aquest cas una còpia de l'èpica de Virgili. El protagonista rep aquest volum com a obsequi, el perd, el torna a trobar, el ven per salvar la vida d'un amic, per això perd un amant... Mentre que Alida de Savignac qualificava l'obra de «diamant impecable», una revisió anònima li criticava la manca de connexió amb la realitat social, una altra (com Saint-Simon una vegada), Sophie no té l'interès d'una Madame de Staël per la filosofia.
Les Flavy (La família Flavy) té lloc en una fase posterior que Le Novice de la Guerra dels Cent Anys. La Germaine estima el seu cosí Regnault del camp anglès, però ell prefereix la seva germana Marie. Germaine renuncia a la seva sort i ajuda la parella a escapar. El seu pare, lleial a França, mata Regnault, però al seu torn és assassinat per la madrastra de Germaine. Al final, la Germaine té cura del fill de Regnault i Marie. Un crític literari contemporani va lamentar que no hi hagués un final feliç entre la noble Germaine i el seu admirador burgès Richard. Un Dr. F. de Bamberg va començar la seva ressenya del llibre amb l'observació que una escriptora va anunciar al món la mort de la seva feminitat cantant com un cigne.

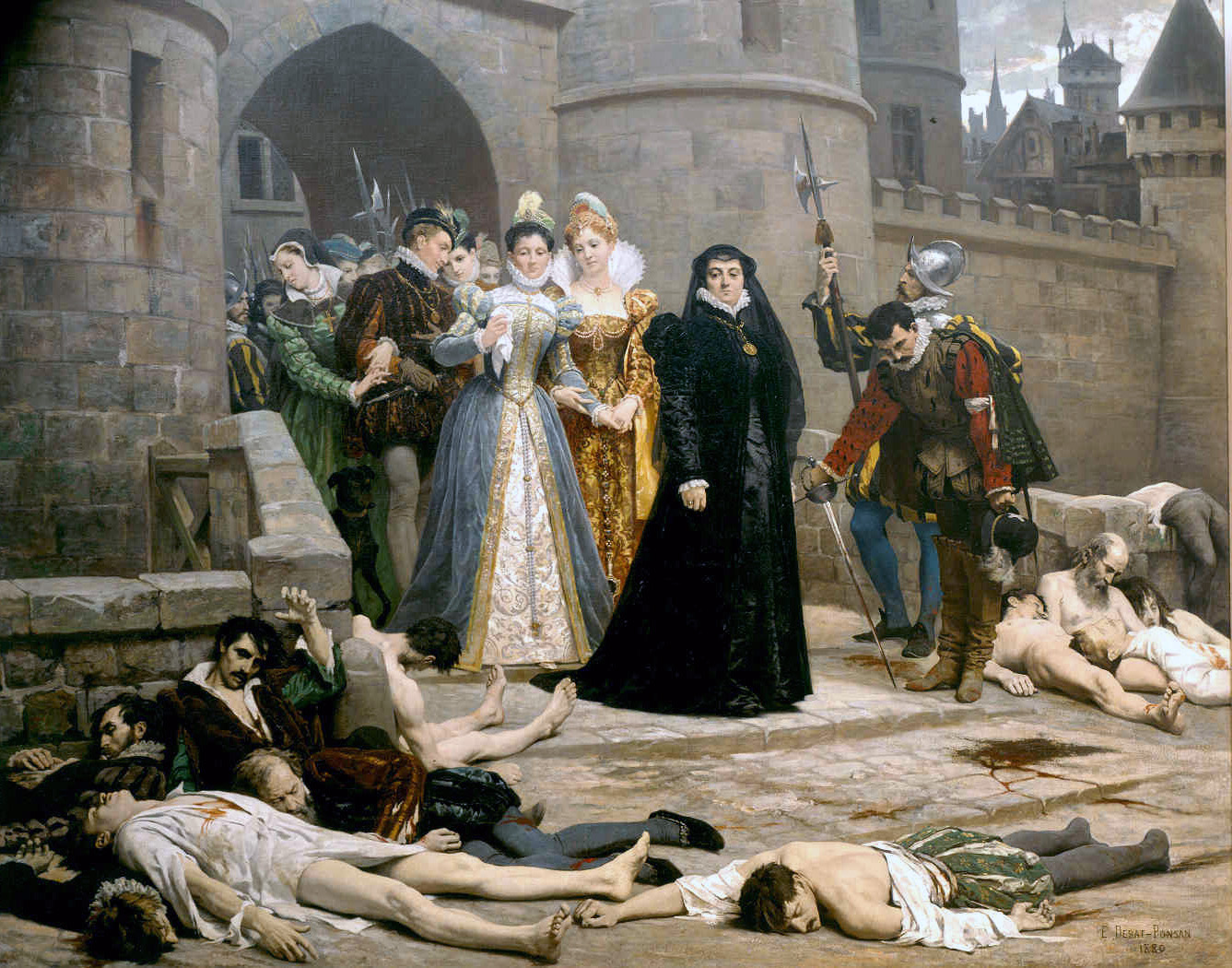
Caterina de Mèdici després de la nit de Sant Bartomeu (Debat-Ponsan).

El rerefons de La Fille d'honneur (La dama d'honor) són les guerres hugonotes, sobre les quals ja havien escrit Prosper Mérimée i Eugène Scribe. Carles IX està unit a Antonieta, dama d'honor de la seva mare Caterina de Mèdici. Però l'Antoinette estima el protestant Octavi, la vida del qual salva la nit de Sant Bartomeu. Una treva en la guerra de religió permet als amants unir-se. La fille d'honneur es va publicar no només en alemany sinó també en traducció a l'anglès (amb il·lustracions).
Robertine a la novel·la moral del mateix nom prové d'una desaliança. La seva noble bestia només deixa entrar a la nena de set anys al seu castell amb la condició que no aparegui mai davant d'ella. Tot i que la cambrera de la marquesa té interès en que el pare de Robertine sigui desheretat, la Ventafocs aconsegueix moure el cor de la vella minyona perquè destrueixi el testament de la seva mestressa. Finalment, la seva bestia fins i tot aconsegueix perdonar el seu pare. François Barrière va declarar que aquesta novel·la sense història d'amor era la millor de Sophie. Un altre revisor del llibre la va absoldre de l'"hermafroditisme" d'altres dones escriptores.
L'heroïna del títol de Sabine creix amb Mademoiselle de Montpensier, al campament de la Fronda contra Lluís XIV. S'enamora del donai Étienne, mentre que només sent un afecte germà per l'honest Albert. Quan ella segueix la seva amant a l'exili, torna a veure l'Étienne, però ell la tracta amb fred i més tard es casa amb una altra persona. Tornant a París, troba a Albert un marit més digne. La "Bibliographie catholique" deia que l'obra era «com tots els llibres de dones, sentimental» fins al perill.
Les últimes novel·les històriques de Sophie Un mariage de finance (Un matrimoni de diners) i La famille Récour (La família R.) tenen en comú que una parella separada té una segona oportunitat. Un mariage de finance té lloc al segle XVIII. La plebea Félicité es casa amb el bell marquès Auguste i, imitant la noblesa, es lliura al llibertí. La seva pobra cosina Apolline és expulsada de la casa i es casa amb un vell duc de conveniència. Després que ell i Félicité van morir, Auguste i Apolline es van casar.
La famille Récour descriu l'Imperi i la Restauració. Paul Récour perd la seva herència i la seva estimada Marie a causa d'un cosí indigne. Per una barreja d'agraïment i pietat, pren com a dona la ximple filla del seu metge. Al final, no només Paul i Marie, que tornen a ser lliures després de la mort de les seves parelles, sinó també el fill de Marie i la filla de Paul es casen. Un crític britànic va descriure el llibre com el millor de la sèrie, amb només el final que s'enfonsa.
Sophie va publicar la novel·la moral Une existence parisienne (Una vida parisenca) als 86 anys. El seu protagonista Gustave s'empobreix i, per tant, ha de renunciar a la seva estimada de la infància, Micheline, i es converteix en secretari d'un filantrop cec. Aleshores, Micheline també s'empobreix. El mentor de Gustave, Saint-Léon, dóna al seu protegit 200.000 francs de l'herència d'un oncle. Així que Gustave i Micheline es poden casar. John Lemoinne es va burlar que el llibre descrigués un món sense pecat original, però amb oncles hereditaris morint en el temps.

### Altres escrits

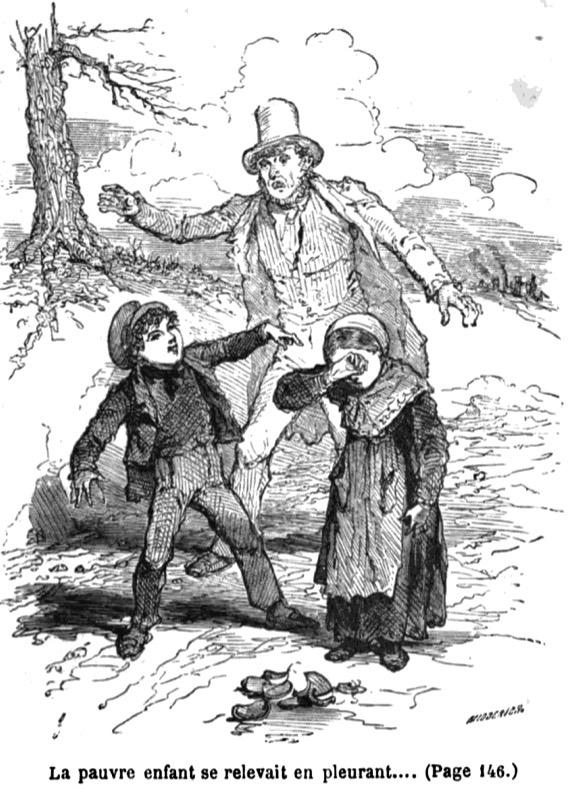
Il·lustració dels nous concursos per als nens (Bertall).

Sophie va publicar els seus primers contes sota el títol Histoires fausses et vraies (Històries falses i veritables). Gavarni va il·lustrar La romance de Nina, Monnier La Garde (La infermera), Bertall die Nouveaux contes pour les enfants. L'Acadèmia francesa va concedir a la col·lecció de contes Soirées des jeunes personnes (Espectacles nocturns per a joves) una medalla per valor de 2.000 francs. La traducció lliure de la novel·la Cecilia de Fanny Burney es va traduir encara més a l'alemany.
Sophie també va escriure tres parts d'una Encyclopédie des dames (Enciclopèdia per a dones), a saber, Cours de littérature ancienne (Curs de literatura antiga) basat en La Harpe, Histoire de Charlemagne (Història de Carlemany) i Histoire de la musique (Història de la música). La seva preocupació no acrítica per Carlemany està potser relacionada amb el fet que el seu exmarit Saint-Simon es considerava el seu descendent. La Histoire de la musique, que pot estar basada en el treball preparatori de Jean-Baptiste Pujoulx, li va valer el títol de la primera dona historiadora de la música. El llibre va ser traduït a l'alemany i (sense nomenar l'autor) a l'italià. No esmenta cap compositora dona.
Sophie va publicar memòries sota el títol Mes souvenirs, que són més una col·lecció seriosa d'anècdotes que una autobiografia. Un crític britànic va escriure que els seus esbossos superficials de la Societat del Directori donaven una millor idea de l'impacte de la revolució que els tractats de pàgines llargues. Sophie descriu les personalitats dels seus coneguts amb molta cura només revela els detalls personals de manera molt selectiva. Ella justifica el final de la seva carrera teatral amb el fet que el sexe feble -amb excepcions com Madame de Staël o George Sand- no pot aconseguir res de gran, fins i tot amb accés a l'educació. Per sobreviure com a dramaturg, cal tenir fermesa, coratge i perseverança, en definitiva, ser home.

## Catàleg d'obres

### Romanços
- Le retour, sense any[164]
- La déclaration (Dis-moi ce que j’éprouve en approchant de toi?), sense any[165]
- Le besoin d’aimer (D’aimer besoin puissant), Text von Madame Viot,[166] sense any[167]
- Enfant des bois et des montagnes, sense any[168]
- J’étais heureux à ce temps d’innocence, Text von Boucher, ohne Jahr[168]
- À la mémoire d’un être chéri, Musik von Adolphe Salomon und F. Cardon, sense any[169]

### Obres escèniques
| Any  | Títol                                  | Gènere                                      | Estrena      | Teatre                              | Marmessors                                     | Pressió                                               |
| ---- | -------------------------------------- | ------------------------------------------- | ------------ | ----------------------------------- | ---------------------------------------------- | ----------------------------------------------------- |
| 1802 | Argent et adresse ou Le petit mensonge | Comédie, 1 Acte                             | 9. Abril     | Théâtre Louvois                     | Comédiens de l'Odéon                           | Par le Citoyen *** (                                  |
| 1802 | La Matinée du jour                     | Comédie, 1 Acte                             | 19. Maig     | Théâtre Louvois                     |                                                | –                                                     |
| 1803 | Le Rival obligeant                     | Comédie, 1 Acte                             | 5. Juliol    | Théâtre de l’Ambigu-Comique         |                                                | Par M. *** ()                                         |
| 1804 | Les Chevaliers du Lion                 | Melodrama Teatre, 3 Akte, à grand spectacle | 4. Juny      | Théâtre de l'Ambigu-Comique         |                                                | Par Madame ***, Ballets de M. Richard ()              |
| 1805 | Le Revenant de Bérézule                | Mélodrama, 3 Acte                           | 26. Juny     | Théâtre de l'Ambigu-Comique         |                                                | –                                                     |
| 1809 | L’Argent du voyage ou L'Oncle inconnu  | Comédie, 1 Acte                             | 1. Mai       | Théâtre de l'Odéon                  | Comédiens ordinaires de S. M. l'Impératrice    | anònim ()                                             |
| 1811 | L'Oncle rival                          | Comédie, 1 Acte                             | 17. Gener    | Théâtre de S. M. l'Impératrice      |                                                | Par Madame *** ()                                     |
| 1811 | Le double stratagème                   | Comédie, 1 Acte                             | 23. Juliol   | Théâtre                             |                                                | anònim ()                                             |
| 1811 | Léon ou Le Château de Montaldi         | Mélodrame, 3 Acte, à spectacle              | 22. Octubre  | Théâtre de l'Ambigu-Comique         |                                                | Paroles et Musique de Mme ***, Ballet de M. Millot () |
| 1813 | La Suite d’un bal masqué               | Comédie, 1 Acte                             | 9. Abril     | Comédie-Française                   | Comédiens ordinaires de S. M. l’Empereur i Rei | Par *** (); niederländisch ()                         |
| 1813 | Un Quart d'heure de dépit              | Opéra-comique, 1 Acte                       | –            | Théâtre national de l'Opéra-Comique |                                                | –                                                     |
| 1815 | La Méprise                             | Comédie, 1 Acte                             | 22. Novembre | Comédie-Française                   |                                                | anònim (?)                                            |
| 1825 | La Correspondance                      | Comédie, 1 Acte                             | 16. Febrer   | Comédie-Française                   |                                                | –                                                     |
| 1827 | L'Ami de tout le monde                 | Comédie, 3 Acte                             | 6. Oktober   | Comédie-Française                   |                                                | –                                                     |
| 1835 | Charlotte Brown (Baron Braunthal)      | Comédie, 1 Acte                             | 7. Abril     | Comédie-Française                   |                                                | Par Mme de Bawr ()                                    |
| 1838 | Le petit commissionnaire               | Proverbe, 1 Akt                             | –            |                                     |                                                | Par Mme de Bawr                                       |

### Novel·les morals
- Auguste et Frédéric, 2 volums, 1817 (1/2: còpia digital); nova edició, 1845; Alemany, 1818: Estat amorós i serietat amorosa (versió digital).
- Raoul, ou L'Énéide, 1832 (còpia digital); nova edició, 1854, 1862 (còpia digital).
- Robertine, 1842 (còpia digital); nova edició, 1854, 1862; Alemany, 1845 (còpia digital).
- Une existence parisienne, 3 volums, 1859 (1: digitalitzat; 2: digitalitzat; 3: digitalitzat).

### Novel·les històriques
- Le Novice, roman du XIVe siècle, 4 volums, 1829, nova edició, 1830 (1/2: digitalitzat; 3/4: digitalitzat).
- Les Flavy, roman du XVe siècle, 2 volums, 1838; Alemany, 2 parts, 1839: La família Flavy (1: còpia digital).
- La Fille d'honneur, roman du XVIe siècle, 2 volums, 1841 (1: digitalitzat; 2: digitalitzat); Alemany, 1842: La dama d'honor (còpia digital); Anglès, 1845: The Maid of Honor (còpia digital).
- Sabine, roman du XVIIe siècle, 2 volums, 1844 (1: còpia digital; 2: còpia digital).
- Un mariage de finance, roman du XVIIIe siècle, 2 volums, 1847 (1: digitalitzat; 2: digitalitzat); Alemany: Un matrimoni de diners, 2 volums (1: còpia digital).
- La famille Récour, roman du XIXe siècle, 2 volums, 1849 (1: digitalitzat; 2: digitalitzat).

### Històries
- Histoires fausses et vraies, 1834: Louise, Michel Perrin, Une réjouissance en 1770, La Mère Nacquart, Rose et Thérèse, Le Schelling, Maria Rosa; nova edició sota el títol Nouvelles, 1854; Alemany, 1837: Rosa i Teresa, mare Nacquart (còpia digital).
- La romance de Nina, 1835.
- La Garde (Les Français peints par eux-mêmes), 1840 (còpia digital): alemany, 1841: La infermera (El francès dels temps moderns) (còpia digital).
- Le petit faiseur de tours, 1846.[184]
- L'Enfant paresseux, 1846.[185]
- Soirées des jeunes personnes, 1852: Le défaut d'ordre, La romance de Nina, Les deux orphelines, La peureuse, L'insolente, La bonne fée; nova edició, 1862, 1872.
- Nouveaux contes pour les enfants (Bibliothèque des chemins de fer), il·lustrat per Bertall, 1855: Le pièce de cent sous, Le frère et la sœur, Robert, L'Aveugle, Le petit faiseur de tours, Le Précepteur; 3a edició 1867 (còpia digital); Castellà, 1861: Nuevos cuentos para el uso de los niños (còpia digital).

### Altres obres
- Artikel in der Gazette de France, a 1813.
- Cours de littérature ancienne, extrait de La Harpe (Encyclopédie des dames), 2 Volums, 1821.
- Histoire de Charlemagne (Encyclopédie des dames), 1821, nova edició, 1829 (Digitalisat).
- Histoire de la musique (Encyclopédie des dames), 1823 (còpia digital); Alemany, 1826: Història de la Música (còpia digital); Italià, 1826: Saggio storico della musica (còpia digital).
- Grétry (Le plutarque français), 1840 (Digitalisat); nova edició, 1847 (Digitalisat).
- Mémoires d'une héritière (Edició de Fanny Burney: Cecilia, or Memoirs of an Heiress, 5 volums, 1782), 6 volums, 1852 (1: digitalitzat; 2: digitalitzat; 3: digitalitzat; 4: digitalitzat; 5: digitalitzat; 6: digitalitzat); Alemany, 5 parts, 1853: Cäcilie, Memòries d'una rica hereva (1: còpia digital; 2: còpia digital; 3: còpia digital; 4: còpia digital; 5: còpia digital).
- Mes souvenirs, 1853 (Digitalisat); nova edició, 1854.